# Národní park Wrangell-St. Elias
Národní park Wrangell-St. Elias (anglicky Wrangell–St. Elias National Park and Preserve) je rozlohou největší národní park ve Spojených státech amerických. Leží na jihovýchodě Aljašky, v blízkosti hranice s Kanadou. Východně na park navazuje kanadský národní park Kluane. Park tvoří Wrangellovo pohoří, západní část pohoří sv. Eliáše a východní část pohoří Chugach Mountains. Společně s okolními parky (Kluane, Glacier Bay a Tatshenshini-Alsek) je součástí světového přírodního dědictví UNESCO pod společným názvem Kluane/Wrangell–St. Elias/Glacier Bay/Tatshenshini-Alsek.

## Reliéf
Oblast má jeden z nejvyšších horských reliéfů na světě. Devět hor v národním parku náleží mezi 16 nejvyšších ve Spojených státech.
V pohoří sv. Eliáše leží nejvyšší hora národního parku Mount Saint Elias (5 489 m), současně druhá nejvyšší hora Spojených států a Kanady. Ve Wrangelově pohoří se nachází aktivní sopka Mount Wrangell (4 317 m). Z dalších známých nejvyšších hor zde leží Mount Bona (5 029 m), Mount Blackburn (4 996 m) nebo Mount Sanford (4 949 m). Dále se na území parku nachází Malaspina Glacier (3 900 km²), největší piedmontský ledovec v Severní Americe, Hubard Glacier, s délkou 122 km jeden z nejdelších ledovců na Aljašce a Nebesna Glacier (85 km), nejdelší údolní ledovec na světě.

## Flora a fauna
V parku roste 936 druhů cévnatých rostlin. Nejvíce jsou zastoupeny šáchorovité (111 druhů), hvězdnicovité (87 druhů) a lipnicovité (79 druhů). Z 13 druhů stromů zde například rostou topol osikovitý, bříza papírovitá, smrk černý nebo smrk sivý.
Místní faunu tvoří 16 000 ovcí aljašských, kamzíci běláci, losi, karibu, medvědi baribalové a vlci.

## Fotogalerie

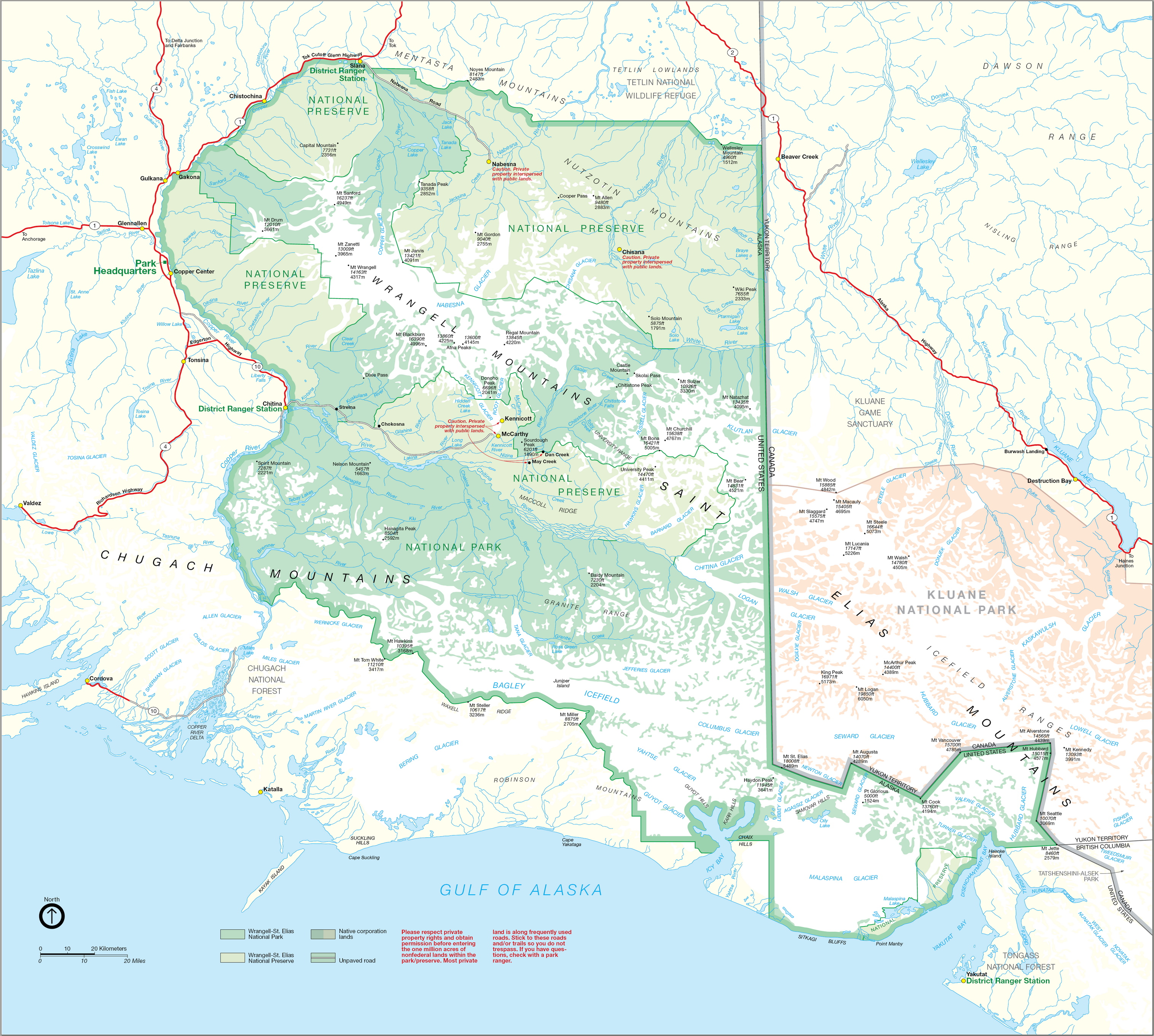
Mapa národního parku
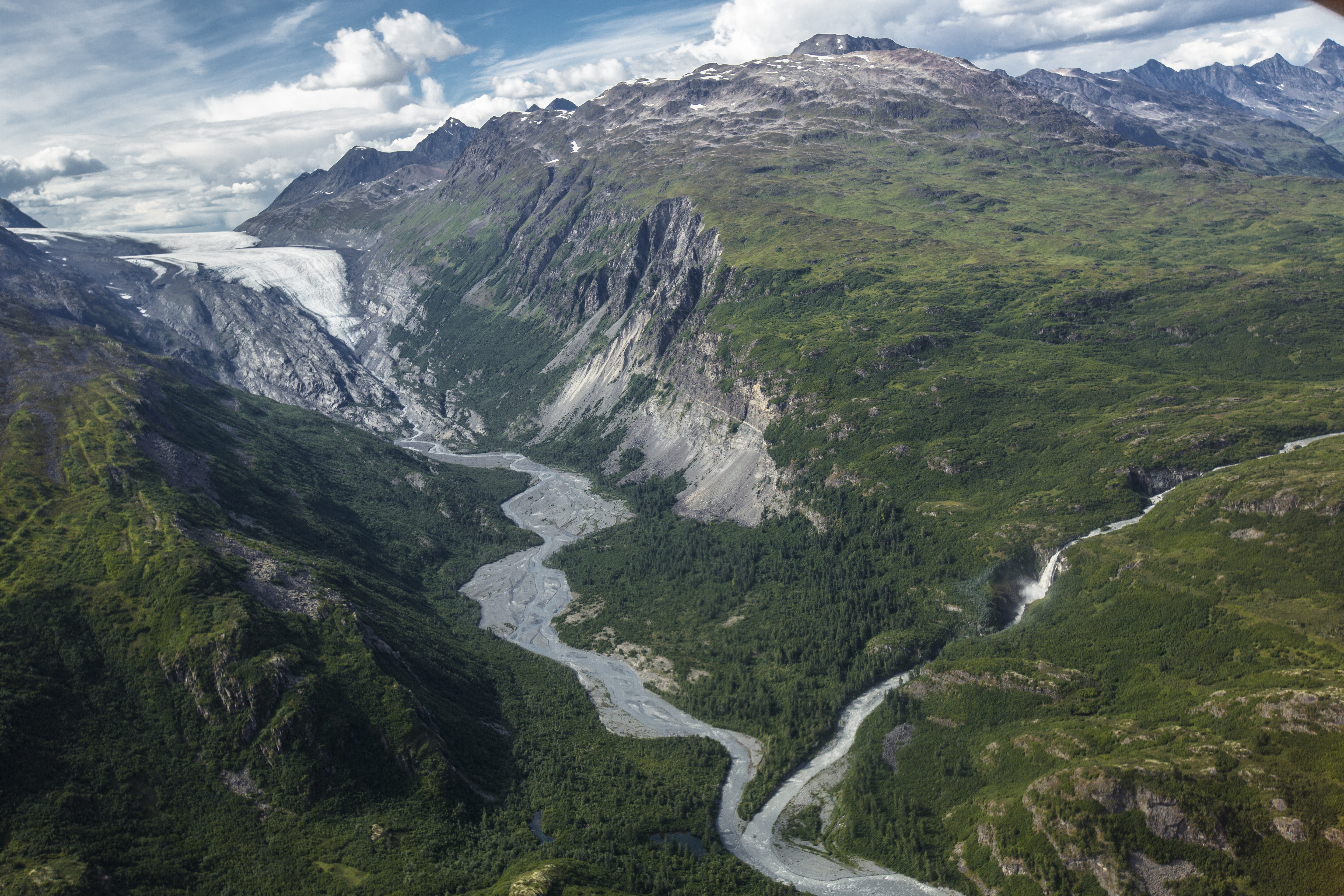
Ledovec Little Bremner a řeka Little Bremner
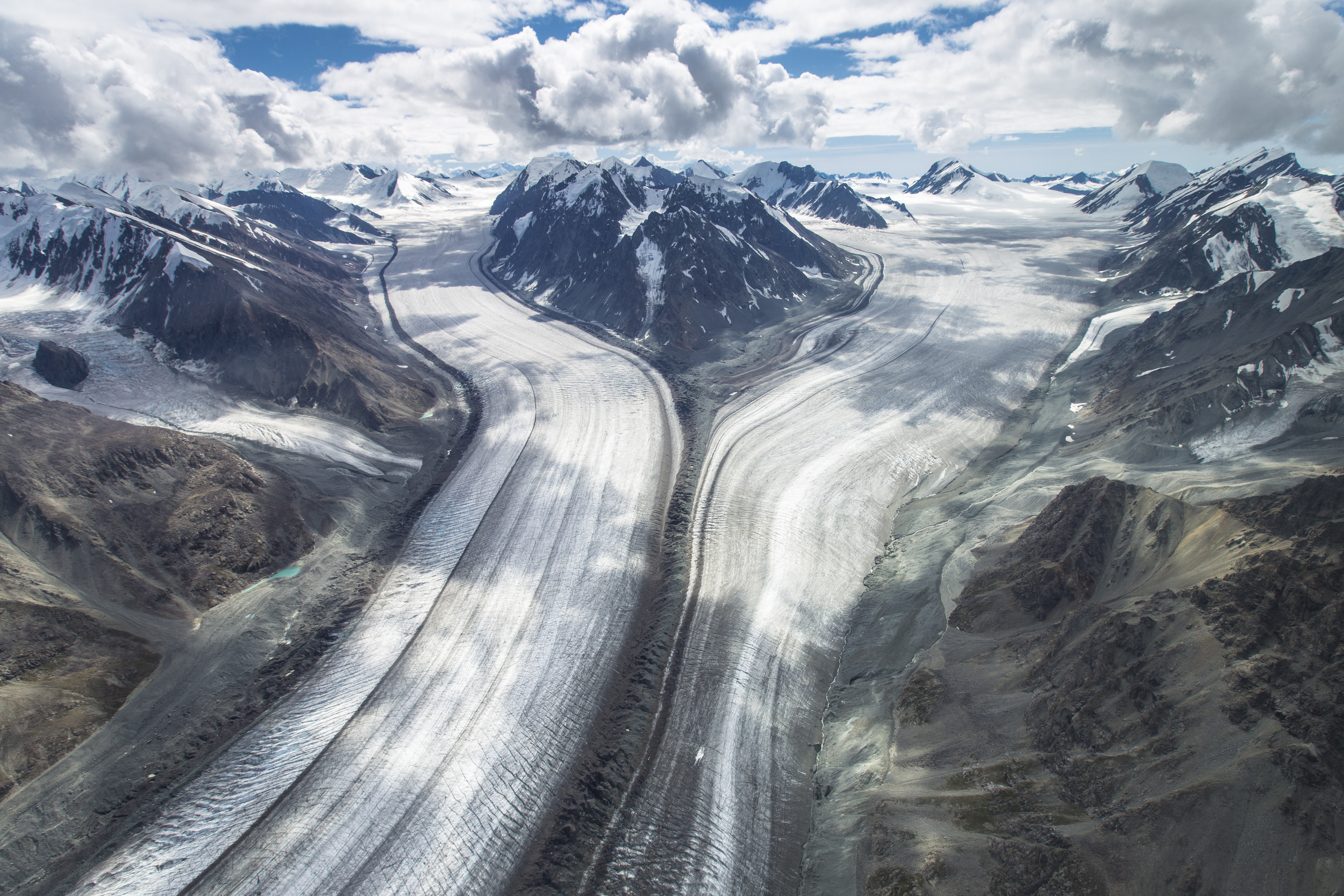
Ledovce Baldwin a Fraser
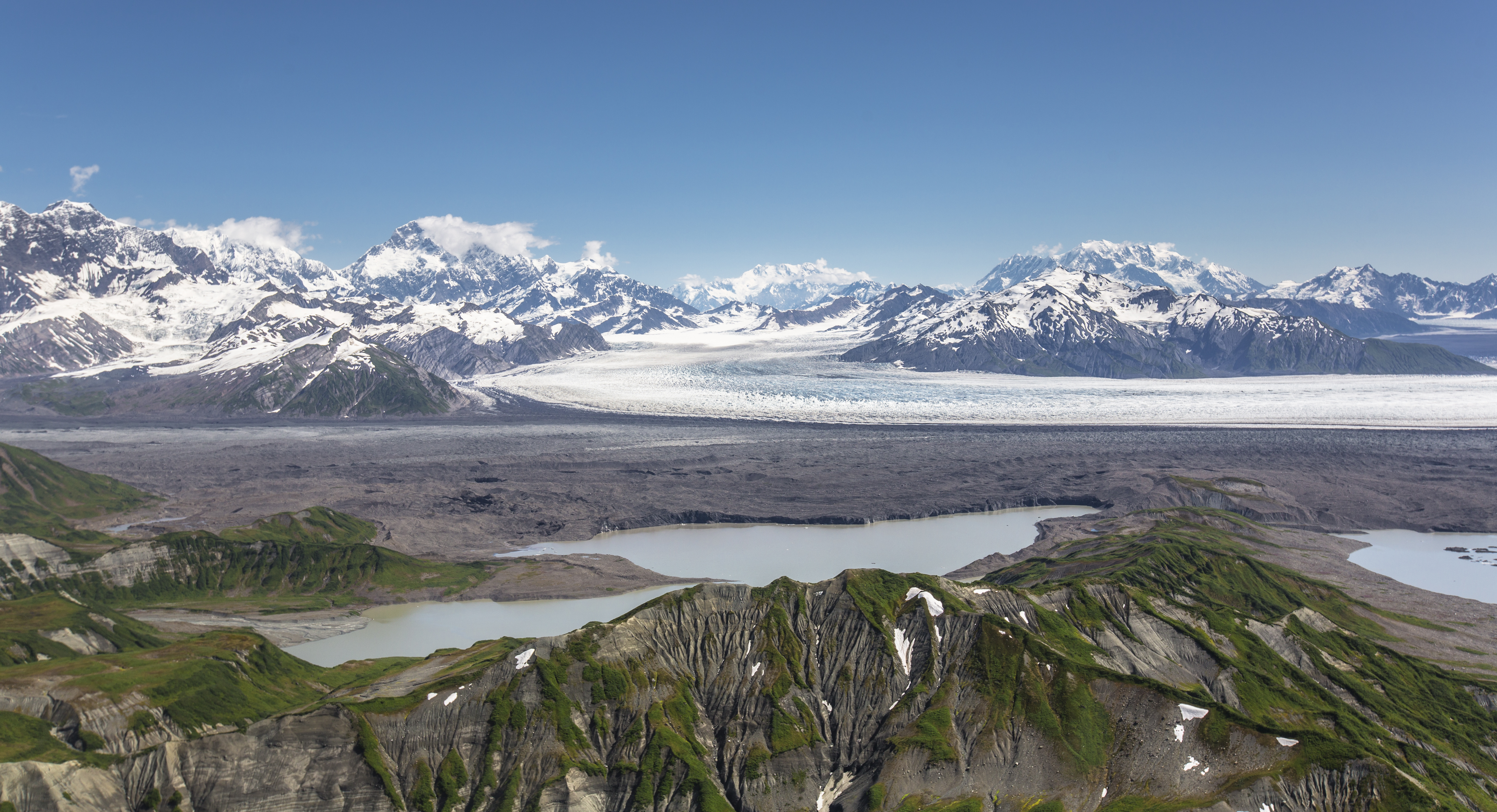
Ledovce Libby a Agassiz a jezero Agassiz
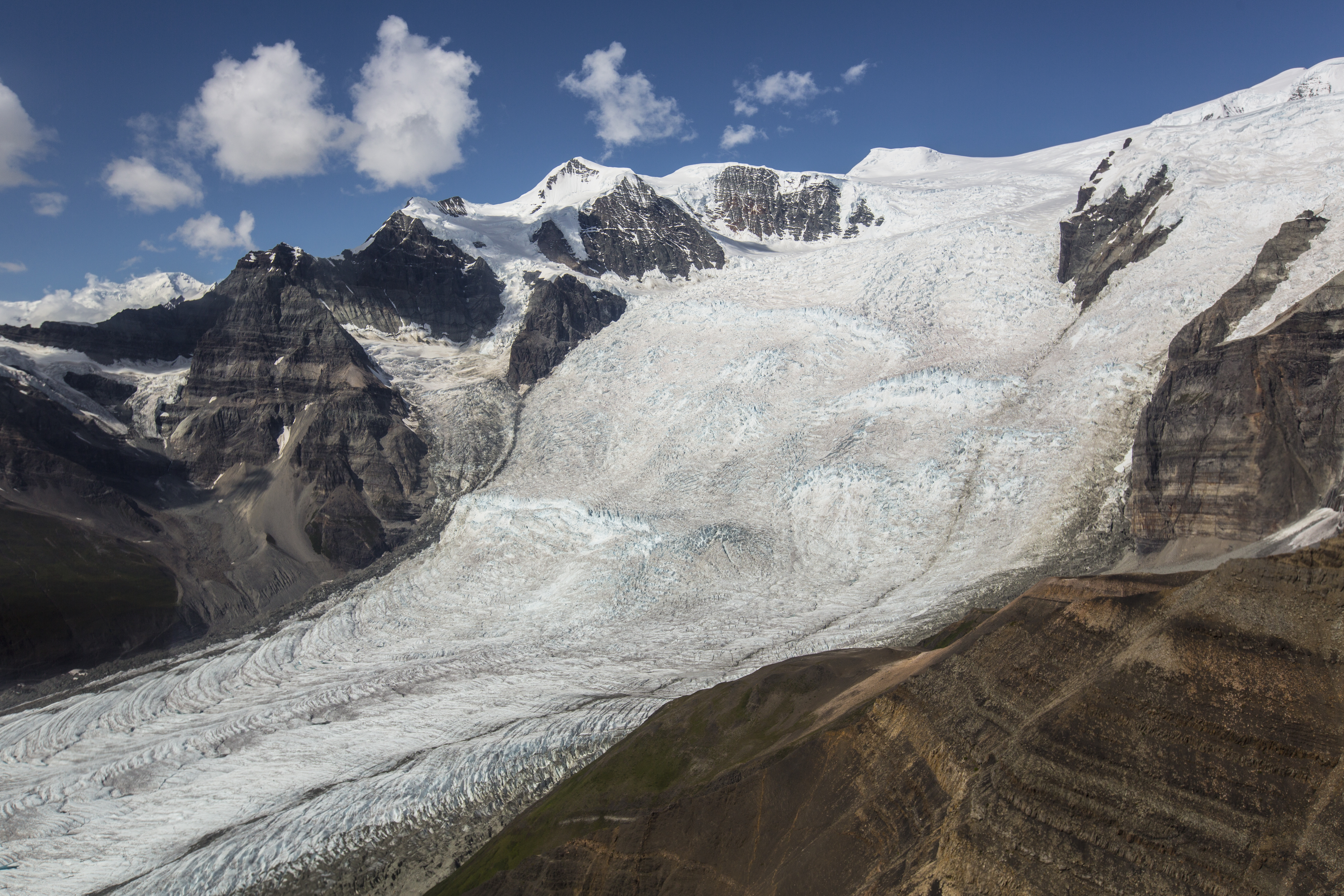
Ledovec Stairway